# Władimir Peller
Władimir Izrailewicz Peller (ros. Влади́мир Изра́йлевич Пе́ллер, ur. 24 sierpnia?/6 września 1913 w Olhopolu, zm. 25 grudnia 1978 we wsi Waldgejm w Żydowskim Obwodzie Autonomicznym) – radziecki działacz państwowy, partyjny i gospodarczy, Bohater Pracy Socjalistycznej (1966).

## Życiorys
Urodzony w rodzinie żydowskiej. Skończył 7 klas szkoły, 1935–1938 służył w Armii Czerwonej na Dalekim Wschodzie, potem pracował jako traktorzysta w kołchozie "Krasnyj Oktiabr" w Żydowskim Obwodzie Autonomicznym, później został wybrany przewodniczącym tego kołchozu. W 1941 ponownie powołany do Armii Czerwonej i wysłany na front, służył w kompanii 210 pułku piechoty gwardii 71 Dywizji Piechoty Gwardii 6 Armii Gwardii 1 Frontu Nadbałtyckiego, 25 lipca 1944 został kontuzjowany w walkach w rejonie jezioroskim na Litwie, 17–19 września 1944 brał udział w bitwie k. miasta Dobele na Łotwie, gdzie został ranny. W 1946 zdemobilizowany, 1947 został członkiem WKP(b), osiadł we wsi Waldgejm w Żydowskim Obwodzie Autonomicznym, pracował w kołchozie, którego następnie został przewodniczącym. Wniósł duży wkład w rozwój produkcji rolnej w Żydowskim Obwodzie Autonomicznym. 9 kwietnia 1971 został wybrany członkiem Centralnej Komisji Rewizyjnej KPZR. Był deputowanym do Rady Najwyższej ZSRR. 19 lipca 2000 otrzymał pośmiertnie honorowe obywatelstwo Żydowskiego Obwodu Autonomicznego. Na domu, w którym mieszkał, umieszczono tablicę pamiątkową.

## Odznaczenia
- Medal Sierp i Młot Bohatera Pracy Socjalistycznej (22 marca 1966)
- Order Lenina (22 marca 1966)
- Order Rewolucji Październikowej
- Order Sławy I klasy
- Order Sławy II klasy
- Order Sławy III klasy

I medale.